# Nesim El Ahmadi
Nesim el Ahmadi (Terneuzen, 19 april 1993) is een Nederlandse televisiepresentator, comedian, youtuber en rapper. Hij vormt samen met Quentin Correia (Qucee) het duo Supergaande.

## Levensloop
El Ahmadi is de zoon van een Iraakse vader en een Turkse moeder. Hij groeide op in Terneuzen en verhuisde in 2005 naar België. Onder zijn rap-alias Najih nam hij deel aan verschillende edities van PunchOutBattles. In 2014 is Ahmadi begonnen als presentator bij de publieke omroep 101TV en BNNVARA. Hij werd daar ontdekt via de talentenscouting ‘BNN Talentday’. In 2016 startte hij samen met Qucee het YouTubekanaal Supergaande waar ze doorbraken met het format Supergaande interview, waarbij ze voorbijgangers diverse vragen stelden. Later werd de serie Accepteer de punchline een hit op het kanaal. Naast Supergaande heeft El Ahmadi ook een eigen YouTubekanaal. Daarnaast was hij van 2017 tot en met 2019 tevens een van de presentatoren van het RTL-Youtubekanaal Concentrate.
In het najaar van 2021 was El Ahmadi een van de presentatoren van het BNNVARA-programma Try Before You Die. In 2022 startte El Ahmadi met zijn eigen theatertour TaBoe!. Sinds datzelfde jaar vormt hij samen met Fraasie een dj-duo onder de naam Gelukzoekers.
In januari 2023 was El Ahmadi een van de roasters tijdens het Comedy Central-programma The Roast of Famke Louise. Een jaar later, in september 2024, deed El Ahmadi mee aan het RTL 4-televisieprogramma De Verraders Halloween als getrouwe.
In het voorjaar van 2025 startte El Ahmadi met zijn tweede theatertour onder de naam Je verzint het niet. Datzelfde jaar was hij tevens als teamleider te zien in het NPO Start-programma Knockout Champs.

## Privé
El Ahmadi trouwde in 2014 met youtuber Myriam Ahmadi. Het stel kreeg in 2023 een zoontje, het IVF-traject dat hieraan voorafging legde hij samen met zijn vrouw vast in een documentaire, die werd geüpload op het YouTubekanaal van zijn vrouw.

## Discografie
Nesim heeft diverse nummers uitgebracht samen met andere artiesten en rappers.
| Titel              | Artiest(en)                                | Uitgebracht op    | Duur van het liedje |
| ------------------ | ------------------------------------------ | ----------------- | ------------------- |
| MOB                | Qucee en Nesim El Ahmadi                   | 18 mei 2016       | 2:36                |
| Beter voor je      | Nesim Najih                                | 9 december 2016   | 3:45                |
| Walou              | Nesim Najih                                | 9 december 2016   | 4:00                |
| Pardon doe normaal | Qucee en Nesim El Ahmadi                   | 21 juli 2017      | 2:35                |
| Wat nog meer?      | Qucee, Nesim El Ahmadi en Keizer           | 29 september 2017 | 3:34                |
| Accepteren         | Qucee en Nesim El Ahmadi                   | 8 december 2017   | 2:38                |
| Kijken mag         | Qucee, Nesim El Ahmadi en Afro Bros        | 9 februari 2018   | 2:05                |
| Nieuwe tijd        | Nesim Najih                                | 16 februari 2018  | 3:05                |
| In je Town         | Qucee en Nesim El Ahmadi                   | 9 maart 2018      | 2:41                |
| Geluk              | Nesim Najih                                | 6 april 2018      | 2:45                |
| Maak mama Proud    | Nesim Najih                                | 20 april 2018     | 2:55                |
| Leo                | Nesim Najih                                | 7 september 2018  | 2:54                |
| Duits              | Qucee en Nesim El Ahmadi                   | 2 november 2018   | 2:16                |
| Zieke geest        | Qucee, Nesim El Ahmadi, Ta Joela en RUGGED | 26 april 2019     | 2:29                |

## Theater
- 2022: TaBoe!
- 2025: Je verzint het niet